# Región Metropolitana Puebla
La Región Metropolitana Puebla es la región 21 del estado de Puebla, situada en la parte centro-oeste del mismo. La región es una división administrativa propia de este estado mexicano, con la finalidad de fomentar el desarrollo socioeconómico de la entidad.

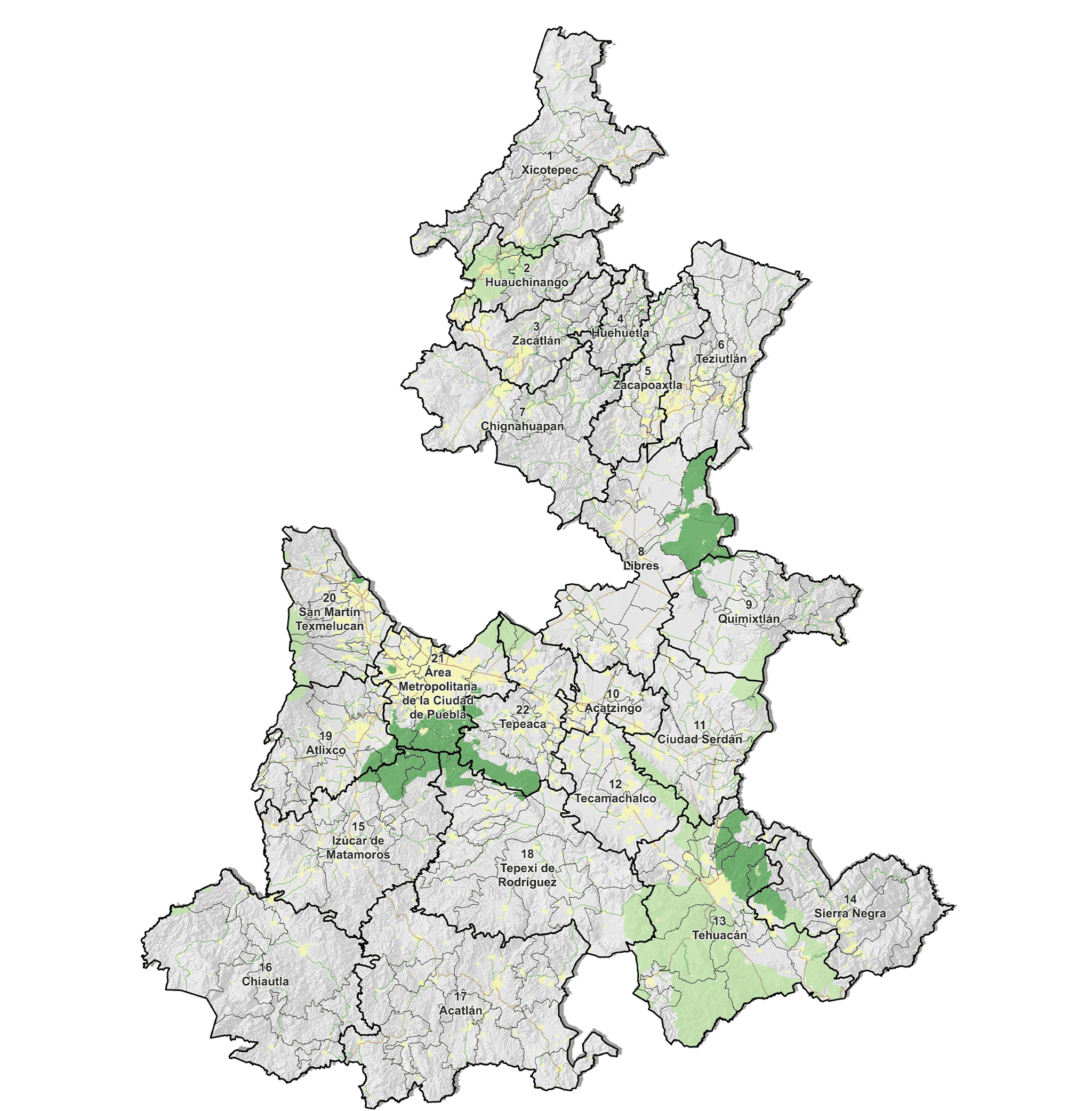
Mapa de Puebla con las 22 Regiones en la Administración 2019-2024

Esta ha sido y es la región más poblada y está conformada por 11 municipios, de los cuales 5 conformaron la metrópolis de Cholula (Coronango, Cuautlancingo, Juan C. Bonilla, San Andrés Cholula y San Pedro Cholula) desde el 1100 a. C.
Limita al norte con el estado de Tlaxcala (con la que forman la Zona metropolitana de Puebla-Tlaxcala), al sur con la región de Tepexi de Rodríguez, al este con la región Tepeaca, al oeste con la región Texmelucan y al suroeste con el valle de Atlixco-Itzocan.  
Distritos Federales;
- 6 Puebla de Zaragoza
- 10 Cholula de Rivadavia
- 11 Puebla de Zaragoza
- 12 Puebla de Zaragoza

Distritos locales
(9, 10 y 11, también 16, 17, 18, 19 y 20 Puebla de Zaragoza,12 Amozoc de Mota).
Los 11 municipios que conforman la región han sido agrupados, tomando en consideración la características geográficas, históricas, económicas, culturales y políticas en común.
Municipios
- Amozoc
- Coronango
- Cuautlancingo
- Juan C. Bonilla
- Ocoyucan
- Municipio de Puebla
- San Andrés Cholula
- San Gregorio Atzompa
- San Miguel Xoxtla
- San Pedro Cholula
- Tlaltenango